# Réseau canadien d'information sur le patrimoine
 (janvier 2021).
Si vous disposez d'ouvrages ou d'articles de référence ou si vous connaissez des sites web de qualité traitant du thème abordé ici, merci de compléter l'article en donnant les références utiles à sa vérifiabilité et en les liant à la section « Notes et références ».
Le Réseau canadien d'information sur le patrimoine (RCIP), en anglais Canadian Heritage Information Network (CHIN), est un organisme soutenu par le gouvernement du Canada qui fournit des informations sur le patrimoine du Canada. Le RCIP est un organisme de service spécial du Secteur de la citoyenneté et patrimoine du ministère du Patrimoine canadien. Il joue le rôle de centre national d’expertise auprès de plus de 1 600 musées et d'autres établissements du patrimoine du Canada.
Le rôle de l’organisme est de donner accès au patrimoine du Canada tant aux Canadiens qu'au monde entier en favorisant le développement, la présentation, et la préservation du patrimoine numérique du Canada. Les bureaux du RCIP sont situés à Ottawa (Ontario).
Le RCIP propose aux organismes sans but lucratif du secteur patrimonial du Canada des possibilités de collaboration en matière de recherche et de partage des résultats. Il offre des produits et services axés sur le perfectionnement professionnel et appuie l'élaboration et la présentation de contenu.
Le contenu présenté sur les sites du RCIP est également disponible en français et en anglais.
Le RCIP était le premier organisme national à participer à l'annuaire Virtual Library museums pages (en) (VLmp), qui est maintenant supporté par le Conseil international des musées.